# Сагайдак Григорій Іванович
Григорій Іванович Сагайдак (* 10 лютого 1925, с. Вигурівщина (тепер – в складі Києва) — пом. 23 жовтня 2005, м. Київ) — український  поет, педагог, краєзнавець, громадський діяч, дисидент

## Життєпис
Під час Другої Світової війни був вивезений на примусові роботи до Німеччини. За спробу втечі відбував з 1942 по 1945 рік покарання в концтаборі Маутхаузен.
З 1945 по 1949 рік служив у лавах Радянської Армії за кордоном (Австрія, Угорщина, НДР).
Після демобілізації працював на підприємствах міста Києва та навчався в Київському державному університеті на філологічному факультеті.
Після закінчення в 1970 році університету працював учителем у школі – викладав мову та літературу.
Займався літературною діяльністю – писав вірші, прозові твори, а також краєзнавчі нариси.
Публікувався в періодичних виданнях, у збірниках «Боян» та «З облоги ночі». Окремими книгами вийшли романи «Горицвіт із попелу» та «Кремінь».
Був прийнятий до Спілки письменників України.
У 1960-1970 роки Григорій Сагайдак збирав у себе вдома національно свідому молодь, де спільно читали та обговорювали історію України Грушевського, Аркаса, самвидав Івана Дзюби «Інтернаціоналізм чи русифікація?». Належав до проводу підпільної патріотичної групи. Був репресований.
Григорій Іванович Сагайдак протягом багатьох років займався активною громадською роботою, був членом Конгресу української інтелігенції та заступником голови Товариства репресованих Ватутінського району міста Києва.
Помер Григорій Іванович Сагайдак 23 жовтня 2005 року, похований на Лісовому кладовищі Києва.

## Публікації окремими книгами
- Горицвіт із попелу [Текст]: історичний роман у новелах / Г. Сагайдак. — К. : Вид-во ім. Олени Теліги, 1998. — 224 с. — ISBN 966-7018-20-2
- Горицвіт із попелу [Текст]: історичний роман у новелах / Г. І. Сагайдак. — К. : Видавництво ім. Олени Теліги, 2005 .

Ч. 2. — [Б. м.]: [б.в.], 2005. — 336 с. — ISBN 966-7601-67-6
- Кремінь Кремінь [Текст]: поезії / Г. І. Сагайдак. — К. : Укр. письменник, 1995. — 142 с. — ISBN 5-333-01471-Х